# Белорусизмы
Белорусизмы — слова, фразеологизмы, синтаксические и грамматические конструкции, позаимствованные из белорусского языка.

## В русском языке
Согласно С. В. Махоню, к белорусизмам относятся слова белорусского языка, не имеющие полностью совпадающих по форме и содержанию соответствий в русском языке, либо же имеющие в нём другую стилистическую окраску или значение. Как подчеркнул О. В. Озаровский, к данной группе слов нельзя относить те, которые употребляются в обоих языках с одинаковым значением (хата, криница/крыніца, хворать/хварэць, хлопец и прочее).
И. Н. Лапицкая писала про введение белорусизмов в художественные тексты, что их передача происходит посредством графических средств одного из языков:
- Белорусского: «Уже засыпая, услышал, как где-то каўкнула кошка» (Кудинов, «Яворы»);
- Русского: «Ну дык вось, кали наши зянитки збили гэтага чорта, ён у балота и бултыхнувся» (Могильный, «До особого распоряжения»).

В большинстве случаев заимствования из белорусского оформляются графическими средствами русского. К примеру, каханне («любовь», в значении «романтическое чувство») — каханье, старшыня («председатель») — старшиня. Ряд слов не требует преобразований, а поэтому употребляется как есть: мова («язык»), бусел («аист»), лазня («баня»), бульба («картофель»), крама («магазин»). Лапицкая также привела примеры, когда белорусские и русские слова, имеющее одинаковое значение, объединяют в пару: «вёски-деревни», «корзины-кошики».
Как правило, белорусизмы встречаются в художественной литературе. В основном это произведения, переведённые с белорусского. Также это может быть русскоязычная проза, которая так или иначе связана с Беларусью. Слова из белорусского часто встречаются в переводах произведений белорусского писателя М. И. Горецкого. Среди белорусизмов, использованных переводчиками творчества автора: спытать («спросить»), хвароба («болезнь»), поспеть («успеть»), вечереть («ужинать»), думка («мысль»), стежки («тропы»), мастак («художник»), жито («рожь») и прочее.
А. Л. Стрижак к местам их употребления также причислил СМИ Белоруссии. Одним из наиболее распространённых стало слово «змагар» («борец»), под которым имеются в виду белорусские оппозиционеры.
В разговорной речи белорусов при общении на русском языке могут встречаться следующие слова: вежа («башня»), шуфлядка («выдвижной ящик»), палац («дворец»), бурак («свекла»), листапад («ноябрь»), буська («поцелуйчик»), калыханка («колыбельная»), кветка («цветок»).
Среди случаев употребления белорусских заимствований в речи можно выделить пример студентов из ГДР, которые ездили в БССР изучать русский. Дело в том, что все дисциплины были ориентированы на широкое использование материалов белорусской культуры. В отдельных случаях восточногерманские студенты ознакомились с белорусской лексикой — названия некоторых предметов быта, исторические понятия, фразеологизмы и прочее. В курс русской литературы вводились произведения русскоязычных белорусских авторов либо переводы белорусскоязычных литераторов. Всё это привело к тому, что в русской речи студентов появились белорусизмы.

## В литовском языке
В литовский язык вошло около 1000 белорусских слов. Изначальная белорусская «г» в литовском языке утрачена или заменена звуком «g». Наиболее характерные слова, взятые из белорусского языка: anykas — унук («внук»), baravikas — баравік («белый гриб»), blinas — блін, botggas — батог («кнут»), cesnykas — часнок/часнык («чеснок»), duda — дуда («волынка»), grybas — грыб («гриб»), gutaryti — гутарыць («говорить»), kisilius — кісель, krupos — крупы, miestas — ме́ста («город»), slyva — сліва, visnia — вішня, telyja — цялё, цяля («телёнок»).
Некоторые латинские и немецкие слова попали в литовский язык через белорусский. Например: kvarmas — форма, kvartugas — фартух.
Белорусское влияние распространилось и на фонетику литовского языка. Нередко встречается дзеканье, то есть аффрикатизация зубных смычных согласных перед гласными переднего ряда (е/и) — «д» преобразуется в «дз»: Dzievas (Бог) вместо Dėvas.
Заимствования распространены у литовскоязычных жителей Гервятского края. Многочисленность белорусизмов отмечалась и у носителей вымершего зетельского говора.

## В польском языке
Отдельные заимствования из белорусского языка отмечаются в восточных польских диалектах как синонимы литературной лексики: например, пол. małanka «молния» (из бел. маланка) при литературном пол. błyskawica и региональных, но исконно польских пол. mełnia, mołnia.